# Johannes Michael Rainer

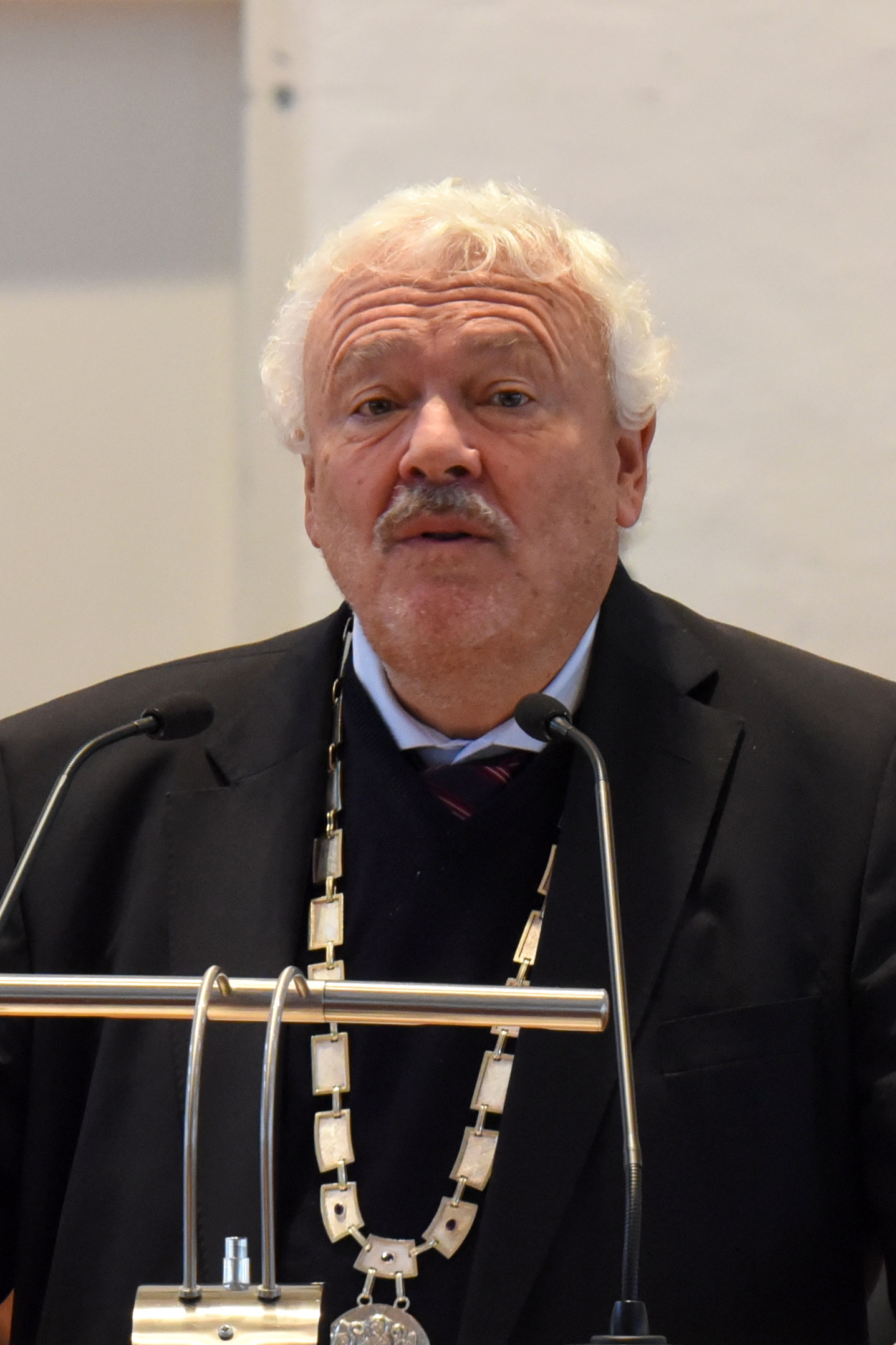
J. Michael Rainer (2020)

Johannes Michael Rainer (* 30. April 1956 in Graz) ist österreichischer Rechtshistoriker.

## Leben
Er verbrachte seine Kindheit und Jugend in Rom und studierte von 1975 bis 1980 an der Universität Innsbruck Rechtswissenschaften sowie Geschichte, Archäologie, klassische und moderne romanische Philologie. Nach der Promotion zum Dr. iur. (1980) studierte er an der Universität Graz Geschichte und promovierte 1982 zum Dr. phil. (Die Anhänger des Mithras in den westlichen Grenzprovinzen des römischen Reiches). Nach einem Postgraduiertenstudium an der Universität La Sapienza in Rom promovierte er ein weiteres Mal zum Dr. iur. (1983). 1988 habilitierte er sich in Graz und wurde nach mehreren Vertretungsprofessuren Professor für Bürgerliches Recht und Römisches Recht an der Universität München. 1995 folgte er einem Ruf zum Professor für Privatrecht und Römisches Recht an die Universität Salzburg, wo er bis zu seiner Emeritierung 2024 tätig war. Von 2002 bis 2012 war er Mitglied des österreichischen Akkreditierungsrates, von 2003 bis 2013 Vorsitzender des Universitätsrats der Universität Innsbruck und von 2013 bis 2018 stellvertretender Vorsitzender des Universitätsrats der Medizinischen Universität Innsbruck.
Für seine wissenschaftliche Tätigkeit erhielt er Ehrendoktorate der Universität Örebro (2007), der Universität Clermont-Ferrand (2010) und Universität Valladolid (2023). Die Universität Innsbruck ernannte ihn 2013 und die Freie Universität Bozen 2014 zum Ehrensenator.

## Schriften (Auswahl)
- Bau- und nachbarrechtliche Bestimmungen im klassischen römischen Recht. Graz 1987, ISBN 3-7011-8959-5.
- Römisches Staatsrecht. Republik und Prinzipat. Darmstadt 2006, ISBN 3-534-11544-9.
- Europäisches Privatrecht. Die Rechtsvergleichung. Wien 2007, ISBN 3-631-52767-5.
- Das Römische Recht in Europa. Von Justinian zum BGB. Wien 2012, ISBN 978-3-214-00785-0.